# Vitaly Samoshko
Vitaly Samoshko (Oekraïens: Віталій Самошко) (Charkov, 13 juli 1973) is een Oekraïens pianist, die sedert 2001 in België woont en werkt. Hij geeft sinds 2005 les aan het Koninklijk Conservatorium in Gent.
Aanvankelijk studeerde hij aan het Conservatorium van Charkov bij Leonid Margarius, maar later ook in Imola (Italië).
Zijn eerste significante prestatie behaalde hij op de Sydney International Piano Competition in 1992, waarbij hij 6e werd. Vervolgens behaalde hij de 2e prijs bij het Concorso Busoni (1993), het Concours de Montreal (1996) en de Arthur Rubinstein Competition (1998). In 1999 behaalde hij internationale faam door het winnen van de Koningin Elisabethwedstrijd. Sedertdien heeft hij een internationale carrière opgebouwd.